# Paweł Thomas
Paweł Thomas (ur. 25 września 1891 w Walentynowie, zm. 14 listopada 1969 w Bydgoszczy) – podpułkownik piechoty Wojska Polskiego, działacz niepodległościowy, kawaler Orderu Virtuti Militari.

## Życiorys
Urodził się 25 września 1891 we wsi Walentynowo, w powiecie wyrzyskim, w rodzinie Bartłomieja, rolnika, i Anny z Piszczków. Uczęszczał w Kcyni do seminarium nauczycielskiego, które ukończył w 1912, a następnie uczył w szkołach ludowych. Od 1 października 1912 do 30 września 1913 odbył obowiązkową służbę wojskową w niemieckim 46 pułku piechoty w Poznaniu, w charakterze jednorocznego ochotnika. Po odbyciu służby wojskowej został wyznaczony na stanowisko kierownika szkoły w Nielęgowie.
Po wybuchu I wojny światowej został zmobilizowany do niemieckiego 37 pułku rezerwowego. Walczył na froncie wschodnim i zachodnim. Od 27 grudnia 1918 w Armii Wielkopolskiej w czasie trwania powstania wielkopolskiego w którym był na Froncie Zachodnim dowódcą odcinka. 20 lutego 1919 przeniesiono Thomasa do 1 kompanii zapasowej Grupy „Leszno” w której objął dowodzenie oddziałami ciężkich karabinów maszynowych. Szczególne zasługi odniósł walcząc na ulicach Poznania, m.in. w zdobywaniu fortu Pritwitz. Otrzymał za to Krzyż Srebrny Orderu Virtuti Militari. 23 maja 1919 otrzymał awans na stopień porucznika. Od września 1919 został dowódcą I baonu w 6 pułku strzelców Wielkopolskich. Od czerwca 1922 na Górnym Śląsku pełnił obowiązki szefa sztabu Grupy Północnej.
3 maja 1922 został zweryfikowany w stopniu kapitana ze starszeństwem z 1 czerwca 1919 roku i 496. lokatą w korpusie oficerów piechoty. Od września tego roku pełnił obowiązki dowódcy II baonu w 74 pułku piechoty w Lublińcu. 1 grudnia 1924 został mianowany na stopień majora ze starszeństwem z 15 sierpnia 1924 i 149. lokatą w korpusie oficerów piechoty. W 1925 był kwatermistrzem pułku, a w marcu następnego roku został zatwierdzony w 74 pp na stanowisku oficera Przysposobienia Wojskowego. Później został przesunięty na stanowisko dowódcy I batalionu, a w listopadzie 1928 przeniesiony do 77 pułku piechoty w Lidzie na stanowisko dowódcy batalionu. 24 grudnia 1929 został mianowany na stopnień podpułkownika ze starszeństwem z 1 stycznia 1930 i 30. lokatą w korpusie oficerów piechoty. W styczniu 1930 został przeniesiony do 85 pułku piechoty w Nowej Wilejce na stanowisko zastępcy dowódcy pułku. W listopadzie 1933 został przeniesiony do Powiatowej Komendy Uzupełnień Szamotuły na stanowisko komendanta. 1 września 1938 dowodzona przez niego jednostka została przemianowana na Komendę Rejonu Uzupełnień Szamotuły, a zajmowane przez niego stanowisko otrzymało nazwę „komendant rejonu uzupełnień”. 
We wrześniu 1939 dowódca grupy ewakuacyjnej, a 29 września 1939 został internowany i przebywał w obozach na terenie Rumunii. W 1941 dostał się do niewoli niemieckiej, a 3 października 1945 powrócił do kraju. Pełnił kolejno obowiązki: w 1945 pomocnika komendanta Oficerskiej Szkoły Samochodowej w Bydgoszczy, w 1947 kwatermistrza Oficerskiej Szkoły Samochodowej w Koszalinie, w latach 1947–1952 szefa Wydziału Żywnościowego w Dowództwie Okręgu Wojskowego Nr II w Bydgoszczy. 25 sierpnia 1952 otrzymał zwolnienie od powszechnego obowiązku wojskowego. W Bydgoszczy podjął pracę w uspołecznionych zakładach pracy, gdzie zmarł i został pochowany na cmentarzu na Bielawach. 
W 1914 zawarł związek małżeński z Zofią Menclewską, z którą miał córkę Irenę (ur. 1919).

## Ordery i odznaczenia
- Krzyż Srebrny Orderu Virtuti Militari nr 4734[1][3][20][21]
- Krzyż Niepodległości – 17 września 1932 „za pracę w dziele odzyskania niepodległości”[22][3]
- Krzyż Kawalerski Orderu Odrodzenia Polski – 11 października 1946 „za bohaterskie czyny i dzielne zachowanie się w walce z niemieckim najeźdźcą, oraz za gorliwą pracę i sumienne wypełnianie obowiązków służbowych”[23]
- Złoty Krzyż Zasługi – 19 marca 1937 „za zasługi w służbie wojskowej”[24][25]
- Medal Pamiątkowy za Wojnę 1918–1921[26]
- Medal Dziesięciolecia Odzyskanej Niepodległości[26]
- Wielkopolski Krzyż Powstańczy – 6 grudnia 1956[27]
- Państwowa Odznaka Sportowa[28]